# Cut Chemist
Cut Chemist, de son vrai nom Lucas MacFadden, né le 4 octobre 1972, est un disc jockey et producteur américain,,,. Il commence sa carrière puis se fait connaître au sein de Unity Committee (futur Jurassic 5) et du groupe de funk latino Ozomatli. Il poursuit en parallèle une carrière solo, ainsi que diverses collaborations avec notamment DJ Shadow, Steinski ou Shortkut.

## Biographie
Lucas MacFadden est né le 4 octobre 1972 à New York et est originaire de Los Angeles. Cut Chemist commence sa carrière avec le groupe de rap angelin Unity Comitee. Peu de temps après, la fusion des groupes Unity Comitee et Rebels of Rhythm a fait naître Jurassic 5. Cut Chemist contribue au développement du groupe, et participé dans de nombreux morceaux de leur premier album (éponyme), Jurassic 5. De la fin de 1996 au début de 1997, Cut Chemist enregistre son premier album, Live at Future Primitive Sound Session, avec Shortkut de Invisibl Skratch Piklz.
Cut Chemist ne figure pas sur l'album Feedback de Jurassic 5, publié au début de 2006. En mai 2006, Cut Chemist annonce au magazine Billboard son départ du groupe. Le 11 juillet 2006, Cut Chemist publie son second album, The Audience Is Listening. La chanson homonyme, The Audience Is Listening, est retenue et utilisée pour la publicité de l'iPod nano 2G.
Cut Chemist fait les premières parties de Shakira, en 2007, sur la partie européenne de sa tournée Oral Fixation, et il fait la promotion du parrainage de ses concerts par SEAT lors de la conférence de presse tenue par constructeur automobile. Il participe aussi à la comédie Juno (2007), jouant un professeur de chimie de lycée. Cut Chemist rejoint DJ Shadow sur une grande tournée mondiale, afin de faire connaître leur nouveau mix The Hard Sell, commencée au début de 2008. Cut Chemist participe aussi au film Là haut, comme le DJ de la conférence qui introduit Young MC.

## Discographie

### Albums studio
- 2004 : The Audience's Listening

### DJ mixes
- 1995 : Sick Experiment
- 1995 : Rare Equations / Cutin' Class
- 1996 : The Diabolical
- 1998 : Live at Future Primitive Sound Session Version 1.1 (avec Shortkut)
- 1999 : Brainfreeze (avec DJ Shadow)
- 2000 : Product Placement (avec DJ Shadow)
- 2004 : The Litmus Test
- 2007 : Lost and Found: Rockabilly and Jump Blues (avec Keb Darge)
- 2007 : The Hard Sell  (avec Shortkut)
- 2008 : The Hard Sell (Encore) (avec Shortkut)
- 2010 : Sound of the Police

### Singles
- 2001 : Bunky's Pick" (2001)
- 2003 : Blind Man from L.A. Carniva (avec Medaphoar)
- 2006 : The Audience Is Listening Theme Song
- 2006 : The Garden b/w Storm
- 2006 : What's the Altitude
- 2006 : The Audience Is Rural
- 2010 : Adidas to Addis
- 2012 : Outro (Revisited)

### Remixes
- 1996 : DJ Shadow - The Number Song (Cut Chemist Party Mix)
- 1999 : Liquid Liquid - Cavern (Cut Chemist Rocks a Rave in a Missile Silo Remix)
- 1999 : Ozomatli - Cut Chemist Suite
- 2000 : Major Force - The Re-Return of the Original Art-Form (Reinterpreted By Cut Chemist)
- 2001 : Ugly Duckling - Eye on the Gold Chain (Cut Chemist Remix)
- 2005 : Jem - They (Cut Chemist Remix)
- 2005 : Breakestra - How Do They Really Feel (Cut Chemist Atkins Edit)
- 2005 : Edan - Torture Chamber (Cut Chemist Remix)
- 2006 : Percee P - Throwback Rap Attack (Cut Chemist Lucas Flipped a 1-Sided Tape He Found in 1987 into Stereo Remix)
- 2010 : Roots Manuva - Join The Dots (Cut Chemist Remix)
- 2011 : Quantic and His Combo Barbaro - Un Canto A Mi Tierra (Cut Chemist Remix)

### Productions
- 1995 : Jurassic 5 - Unified Rebelution
- 1997 : Jurassic 5 - Jurassic 5 EP
- 1998 : Jurassic 5 - Jurassic 5
- 1998 : Jurassic 5 - Concrete Schoolyard
- 1998 : Jurassic 5 - Improvise
- 1998 : Jurassic 5 - Jayou
- 1999 : Blackalicious - Alphabet Aerobics (The Cut Chemist 2 1/2 Minute Workout) sur A2G
- 2000 : Jurassic 5 - Quality Control
- 2000 : Jurassic 5 - Quality Control
- 2002 : Blackalicious - Chemical Calisthenics sur Blazing Arrow
- 2002 : Jurassic 5 - Power in Numbers
- 2002 : Jurassic 5 - Ducky Boy
- 2003 : Jurassic 5 - I Am Somebody b/w Break
- 2004 : Lyrics Born - Do That There
- 2005 : MED - Blind Man sur Bang Ya Head
- 2005 : Jurassic 5 - Acetate Prophets b/w Swing Set

### Apparitions
- Lesson 4 sur Return of the DJ (1995)
- Lesson 6: The Lecture sur Deep Concentration (1997)
- Layered Laird sur Audio Alchemy (Experiments in Beat Reconstruction) (1997)
- S.N.T. (Live at Peacepipe) sur The Funky Precedent (1999)
- Peanut Butter Wolf - Tale of Five Cities sur My Vinyl Weighs a Ton (1999)
- Incubus - Battlestar Scralatchtica from Make Yourself (1999)
- Mumbles - Caution (2000)
- Hidden Crate sur 2001: A Rhyme Odyssey (2000)
- Live at the 45 Session (Interlude) sur Urban Revolutions: The Future Primitive Sound Collective (2000)
- Caution sur No Categories 3: A Ubiquity Compilation (2000)
- Kid Koala - Here's a Little Story sur Got What You Need (2001)
- Ozomatli - Lo Que Dice sur Embrace the Chaos (2001)
- Gretchen Lieberum - Brand New Morning (2002)
- DJ Shadow - Pushin' Buttons Live sur The Private Press (2002
- Lesson 6: The Lecture (Original Unedited Version) sur The Ultimate Lessons (2002)
- Live Lesson E sur The Ultimate Lessons 2 (2002)
- Grandmaster Melle Mel and the Furious Five - The Sugarhill Suite sur Freestyle (2003)
- Bunky's Pick sur Stones Throw 101 (2004)
- Lyrics Born - Do That There Medley sur The Lyrics Born Variety Show Season One (2005)
- Day in Day Out sur Re: Generations (2009)

## Filmographie
- Scratch (2001)
- Juno (2007)
- Là haut (2009)
- Jennifer's Body (2009)